# Schichtpilze
Die Schichtpilze (Stereum) sind eine Pilzgattung, deren Fruchtkörper auf Holz wachsen. Sie spielen eine Rolle als Zersetzer von Holz, einzelne Arten können aber auch parasitisch an lebenden Bäumen auftreten und Nutzholz bei langer Lagerung entwerten.
Die Typusart ist der Striegelige Schichtpilz (Stereum hirsutum).

## Merkmale

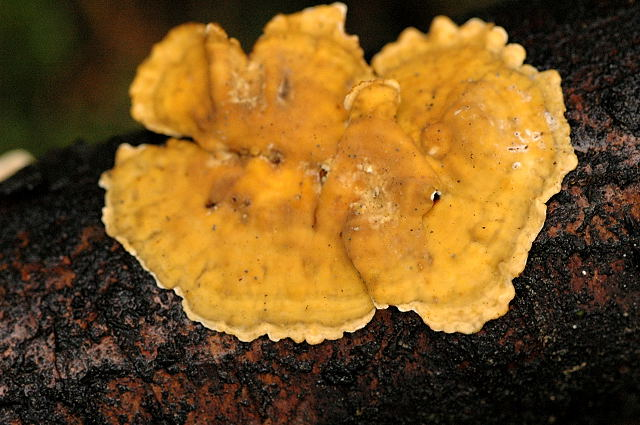
Striegeliger Schichtpilz (Stereum hirsutum)

### Makroskopische Merkmale
Die Fruchtkörper sind ein- oder mehrjährig, sitzend oder mit kurzem, seitlichen Stiel. Die Wuchsform ist bei einigen Arten ausgeprägt effus-reflex, d. h. die Fruchtkörper decken mehr oder weniger große Flächen ab und sind am Rande teils zu kleinen Hütchen umgebogen. Andere Arten wachsen wiederum pileat, bilden also Hütchen aus, die teilweise seitlich kurz gestielt sind. Die Oberflächen der Hütchen sind behaart und gezont. Die zäh-ledrigen bis korkig-holzigen Fruchtkörper haben ein glattes oder warziges Hymenium. Namengebend für die Gattung sind die schichtförmig aufgebauten Fruchtkörper. Sie entstehen, weil jedes Jahr auf der Unterseite eine neue Hymenialschicht angelegt wird. So können z. B. beim Rötenden Runzelschichtpilz bis zu 20 Schichten gebildet werden, die im Querschnitt erkennbar sind. Bei einigen Arten tritt auf der sporenbildenden Unterseite bei kräftigem Reiben roter Milchsaft aus, sie "röten". Die Farbe der Unterseite der Fruchtkörper ist grau bis gelb oder bräunlich.

### Mikroskopische Merkmale
Die Hyphenstruktur ist dimitisch, sie besteht also aus generativen Hyphen und Skeletthyphen. Letztere bedingen die zähe Beschaffenheit des Fruchtkörpers. Die generativen Hyphen sind hyalin, zylindrisch, dünn- bis etwas dickwandig und haben keine Schnallen an den Septum. In Kulturen treten Wirtelschnallen auf. Die Skeletthyphen sind hyalin bis gelblich, zylindrisch und dickwandig. Sie sind nicht oder nur wenig verzweigt. Teilweise treten Zystiden und Acanthohyphidien auf, die dann hyalin bis gelblich, dünn- bis dickwandig, nicht oder nur wenig inkrustiert sind. Die Basidien sind farblos ebenso wie die vier Sporen, die jeweils an einer Basidie gebildet werden. Die Sporen sind schmal, ellipsoid bis zylindrisch, glatt und dünnwandig. Sie sind amyloid, sie färben sich also mit Melzers Reagenz blau.

## Ökologie

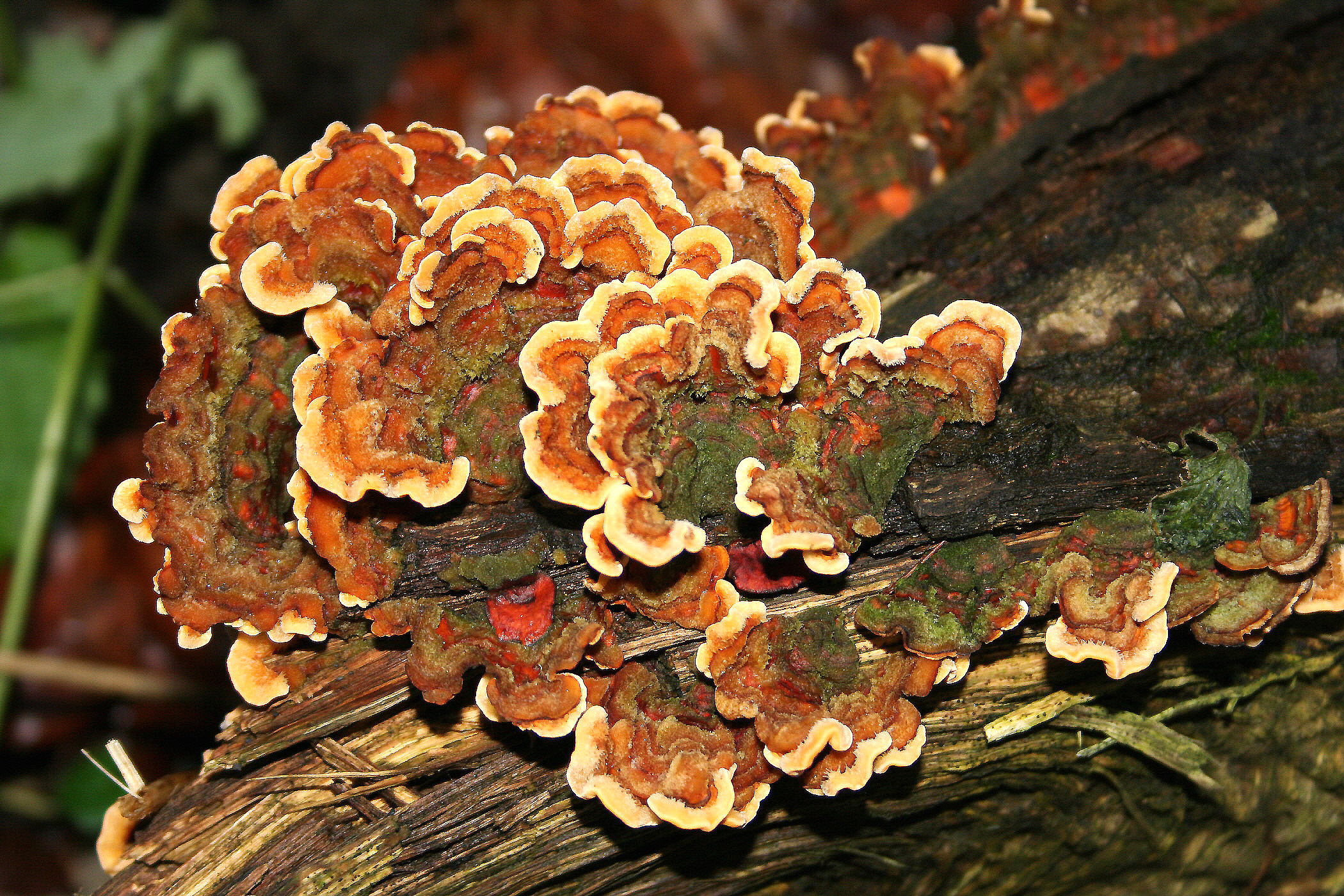
Zottiger Eichen-Schichtpilz (Stereum gausapatum)

Die Pilze der Gattung Stereum sind Weißfäulepilze. Sie können sowohl an Nadelholz als auch an Laubholz vorkommen, wobei einige Arten deutlich bestimmte Gehölzarten als Substrat bevorzugen. So findet man den Zottigen Eichen-Schichtpilz, den Ästchen-Schichtpilz und, wenn auch nicht so eindeutig, den verbreiteten Striegeligen Schichtpilz an Eiche, während der Blutende Nadelholz-Schichtpilz vorzugsweise an Fichte, ansonsten auch an anderen Koniferen vorkommt. Letzterer besiedelt zwar meist frisch geschlagene Stämme, kann aber auch als Wundparasit an lebenden Bäumen auftreten.

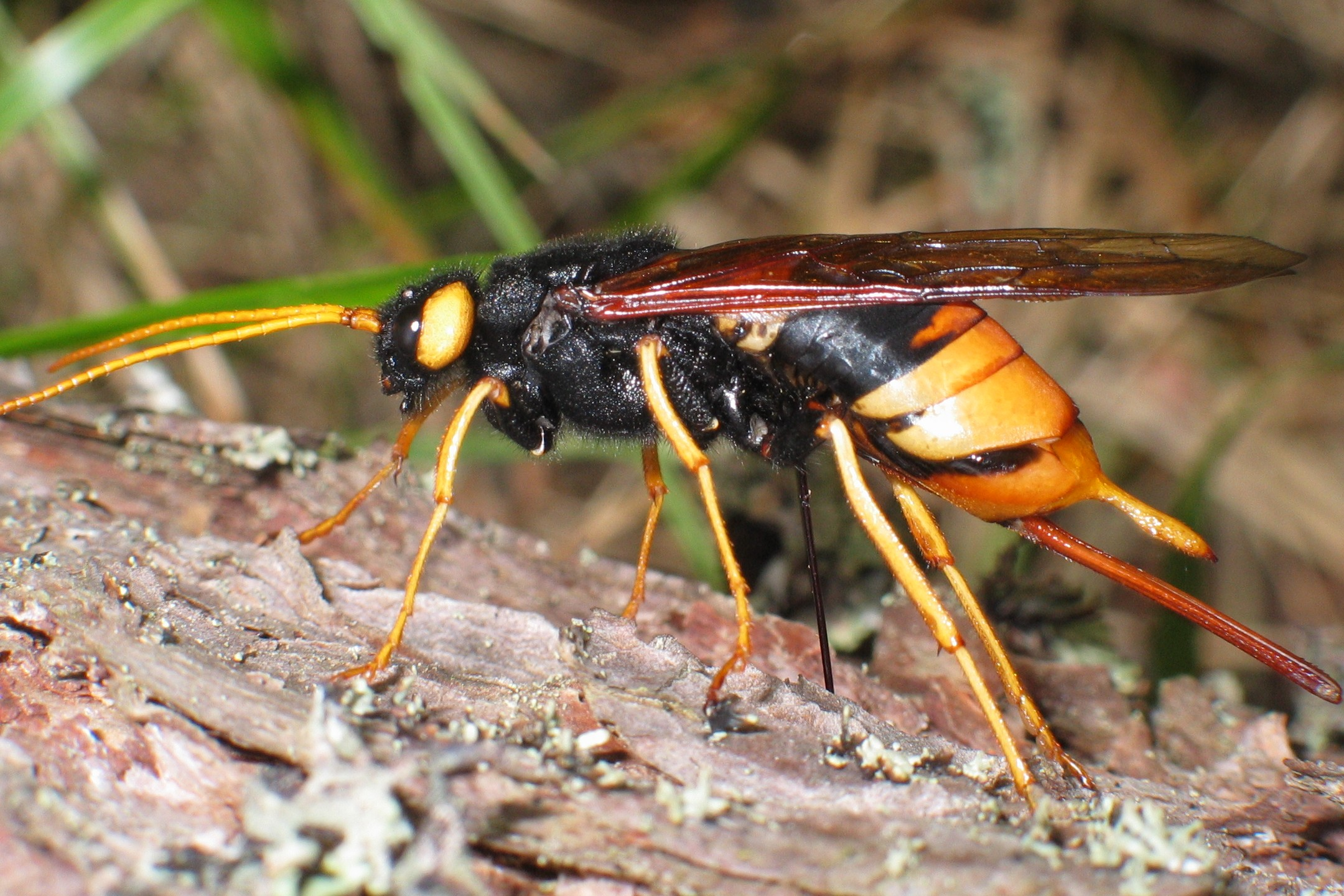
Riesenholzwespe (Urocerus gigas), ♀

Der Blutende Nadelholz-Schichtpilz bildet eine bemerkenswerte Symbiose mit Holzwespen (Siricidae). Die weiblichen Insekten haben an ihrem Abdomen ein spezielles Organ, ein sogenanntes Mycetangium, in dem sie Ausbreitungseinheiten des Pilzes (in der Regel Arthrosporen) des Weissfäuleerregers „deponieren“. Diese werden bei der Eiablage zusammen mit den Eiern im Holz hinterlassen, wo sie ein Mycel bilden und mit der Zersetzung beginnen. Den Larven der Wespen bieten sie auch einen Teil ihrer Nahrung. Der Vorteil, den der Pilz aus der Symbiose erzielt, liegt in der gezielten Übertragung von Infektionsmaterial zu geeigneten Wirtsgehölzen. Eine analoge Beziehung wurde zwischen Holzwespen-Arten und anderen corticioiden Pilzen, etwa Amylostereum chailletii nachgewiesen.

## Systematik

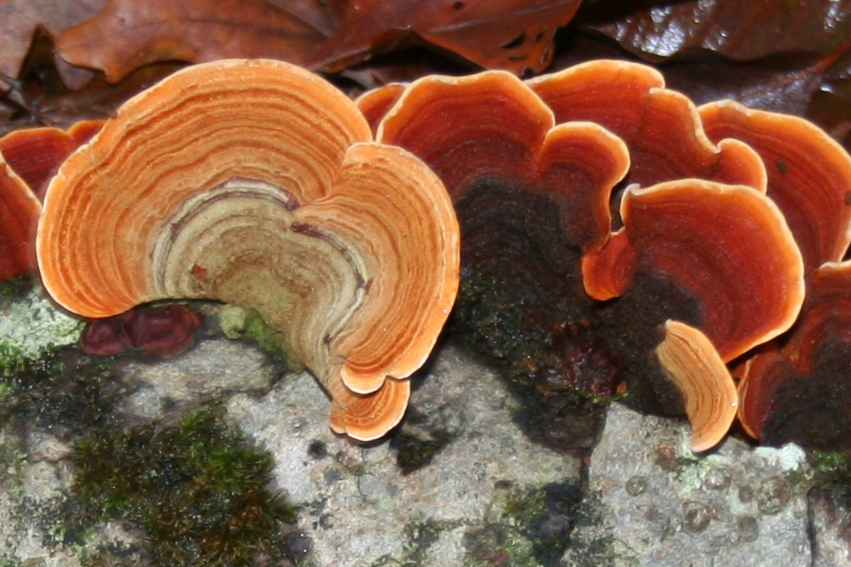
Braunsamtiger Schichtpilz (Stereum ostrea)

Index Fungorum nennt ca. 750 Taxa mit der Bezeichnung „Stereum“. Den Namen trugen viele Arten, die aufgrund ihres morphologischen Erscheinungsbilds (steroide Fruchtkörper) mit anderen Sippen in der Familie der Corticiaceae s. l. (Rinden- und Schichtpilze) zusammengefasst worden sind. Diese Pilze besitzen einen mehr oder weniger ähnlichen Habitus, gehören jedoch phylogenetisch verschiedenen, nicht näher verwandten Gruppen an.
Bereits Ende des 20. Jahrhunderts wurden bei vergleichenden Untersuchungen zum Aufbau des Hymeniums an mikroskopischen Merkmalen der Sporen Parallelen zu den Täublingsartigen festgestellt. Dies führte in neueren molekulargenetischen Arbeiten zu dem Schluss, dass die Gattung Stereum dem Verwandtschaftskreis der Täublinge (russuloid clade) zuzuordnen ist.

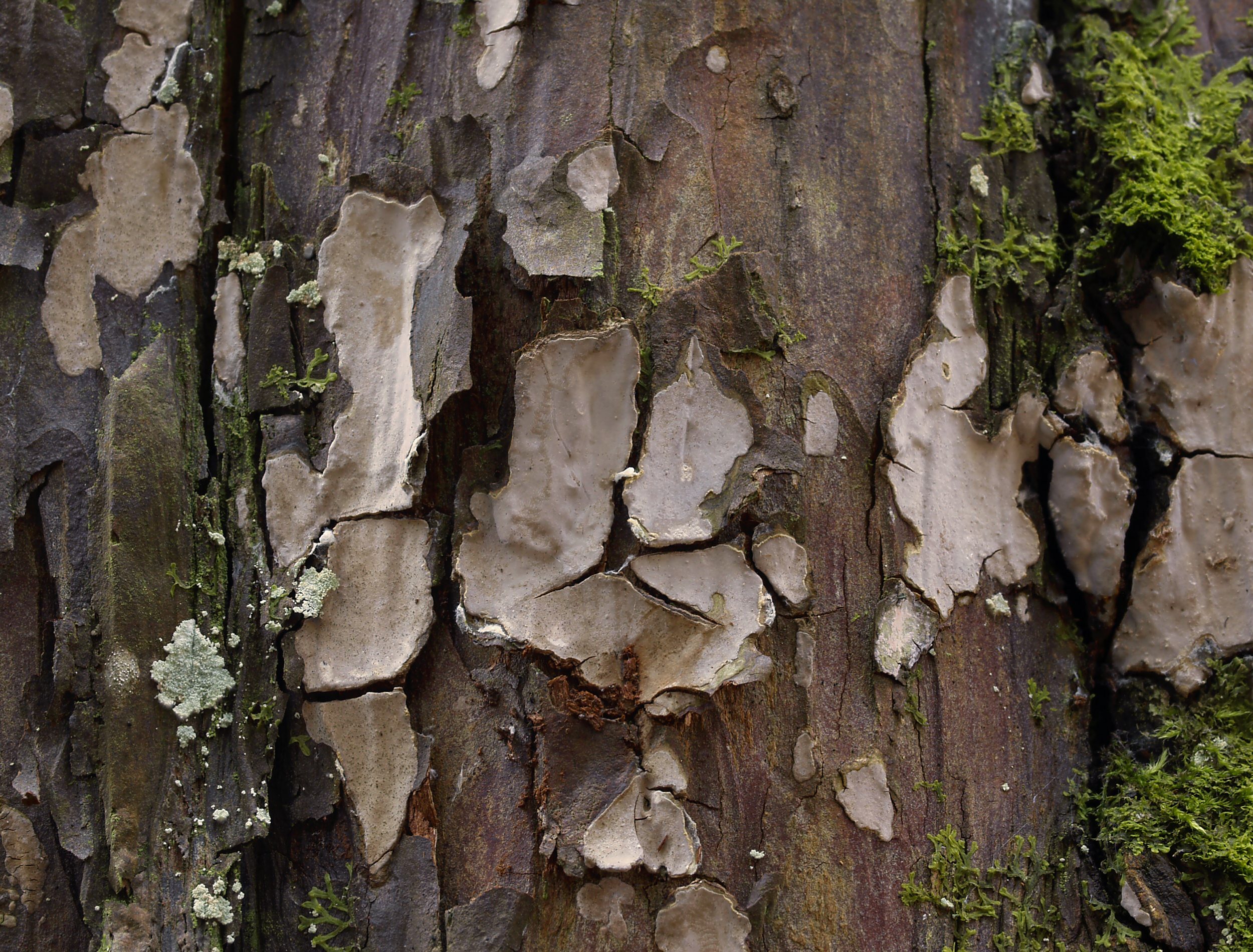
Wacholder-Amyloidschichtpilz (Amylostereum laevigatum)

Die zäh-ledrige bis holzig-harte Ausbildung der Schichtpilze im Unterschied zu den weichen und verderblichen Täublingen wird so gedeutet, dass die Fruchtkörper dieser Pilze, die auch ohne Kontakt zum Untergrund Holz besiedeln, an vorübergehende Trockenheit angepasst sein müssen. Ein solider Fruchtkörper ist auch Voraussetzung dafür, dass er mehrere Jahre alt werden kann – ebenfalls ein ökologischer Vorteil.
In der Fachliteratur für Pflanzenpathologie oder Bauschäden durch holzzerstörende Pilze werden teilweise noch bis heute mehrere Arten mit dem Namen „Stereum“ benannt, obwohl sie systematisch zu anderen Sippen gehören. Beispiele sind der Mosaik-Schichtpilz (Xylobous frustulosus; früher S. frustulosus), Arten der Amyloidschichtpilze (A. areolatum, A. chailletii und A. laevigatum; früher S. chailletii, S. areolatum und S. laevigatum) oder Milchglanz bei Obstbäumen, der durch den Violetten Knorpelschichtpilz (Chondrostereum purpureum; früher S. purpureum) verursacht wird.

## Arten und Vorkommen
Bisher wurden neun Arten der hier behandelten Gattung Stereum s. str. in der temperaten Zone der Holarktis nachgewiesen, davon acht in Europa. Fast alle europäischen Arten wurden auch in Deutschland gefunden, in der Aufzählung ist deren deutsche Bezeichnung aufgeführt.
In GBIF sind folgende 24 weltweit vorkommenden Arten aufgeführt (Stand 11/09)
| Schichtpilze (Stereum) weltweit |                                 | |
| \| Wissenschaftlicher Name \| Deutscher Name \| Fundangaben in GBIF \| \| ----------------------- \| ------------------------------- \| ------------------------------------------------------------------------------------------------------ \| \| Stereum antarcticum \| \| keine Angaben in GBIF (kA) \| \| Stereum armeniacum \| \| Frankreich \| \| Stereum bellum \| \| kA \| \| Stereum complicatum \| \| Nordeuropa (NEu), Nordamerika (NAm), Südamerika, Mittelamerika (SAm), Australien (AU), Neuseeland (NZ) \| \| Stereum durum \| \| kA \| \| Stereum gausapatum \| Zottiger Eichen-Schichtpilz \| Eu, NAm, SAm, Ostasien (OAs) \| \| Stereum hirsutum \| Striegeliger Schichtpilz \| NEu, SEu, OEu, NAm, SAm, OAs, NAf, AU, NZ \| \| Stereum hymenoglium \| \| kA \| \| Stereum lobatum \| \| NAm, AU, Afrika (Af), OAs, Fiji, Guadelupe, Papua NG \| \| Stereum magellanicum \| \| kA \| \| Stereum ostrea \| Braunsamtiger Schichtpilz \| (NEu), SEu, NAm, SAm, Südasien (SAs), Indien (IN), NAf, AU, NZ \| \| Stereum peculiare \| \| Russland \| \| Stereum pseudorimosum \| \| kA \| \| Stereum rameale \| Ästchen-Schichtpilz \| Eu, NAm, SAm, IN, AU, NZ \| \| Stereum reflexulum \| \| kA \| \| Stereum rugosum \| Rötender Runzelschichtpilz \| Eu, NAm, OAs, Au, NZ \| \| Stereum sanguinolentum \| Blutender Nadelholz-Schichtpilz \| NEu, SEu, OEu, NAm, SAm, OAs, AU, NZ \| \| Stereum scutellatum \| \| NZ \| \| Stereum striatum \| \| NAm, SAm, IN \| \| Stereum subtomentosum \| Samtiger Schichtpilz \| Eu, OAs \| \| Stereum sulphuratum \| \| Marokko, Spanien \| \| Stereum tjibodense \| \| kA \| \| Stereum traplianum \| \| kA \| \| Stereum vellereum \| \| AU, NZ \| |                                 | |
| Wissenschaftlicher Name | Deutscher Name                  | Fundangaben in GBIF                                                                                    |
| Stereum antarcticum |                                 | keine Angaben in GBIF (kA)                                                                             |
| Stereum armeniacum |                                 | Frankreich                                                                                             |
| Stereum bellum |                                 | kA |
| Stereum complicatum |                                 | Nordeuropa (NEu), Nordamerika (NAm), Südamerika, Mittelamerika (SAm), Australien (AU), Neuseeland (NZ) |
| Stereum durum |                                 | kA |
| Stereum gausapatum | Zottiger Eichen-Schichtpilz     | Eu, NAm, SAm, Ostasien (OAs)                                                                           |
| Stereum hirsutum | Striegeliger Schichtpilz        | NEu, SEu, OEu, NAm, SAm, OAs, NAf, AU, NZ                                                              |
| Stereum hymenoglium |                                 | kA |
| Stereum lobatum |                                 | NAm, AU, Afrika (Af), OAs, Fiji, Guadelupe, Papua NG                                                   |
| Stereum magellanicum |                                 | kA |
| Stereum ostrea | Braunsamtiger Schichtpilz       | (NEu), SEu, NAm, SAm, Südasien (SAs), Indien (IN), NAf, AU, NZ                                         |
| Stereum peculiare |                                 | Russland                                                                                               |
| Stereum pseudorimosum |                                 | kA |
| Stereum rameale | Ästchen-Schichtpilz             | Eu, NAm, SAm, IN, AU, NZ                                                                               |
| Stereum reflexulum |                                 | kA |
| Stereum rugosum | Rötender Runzelschichtpilz      | Eu, NAm, OAs, Au, NZ                                                                                   |
| Stereum sanguinolentum | Blutender Nadelholz-Schichtpilz | NEu, SEu, OEu, NAm, SAm, OAs, AU, NZ                                                                   |
| Stereum scutellatum |                                 | NZ |
| Stereum striatum |                                 | NAm, SAm, IN                                                                                           |
| Stereum subtomentosum | Samtiger Schichtpilz            | Eu, OAs                                                                                                |
| Stereum sulphuratum |                                 | Marokko, Spanien                                                                                       |
| Stereum tjibodense |                                 | kA |
| Stereum traplianum |                                 | kA |
| Stereum vellereum |                                 | AU, NZ                                                                                                 |

## Bedeutung

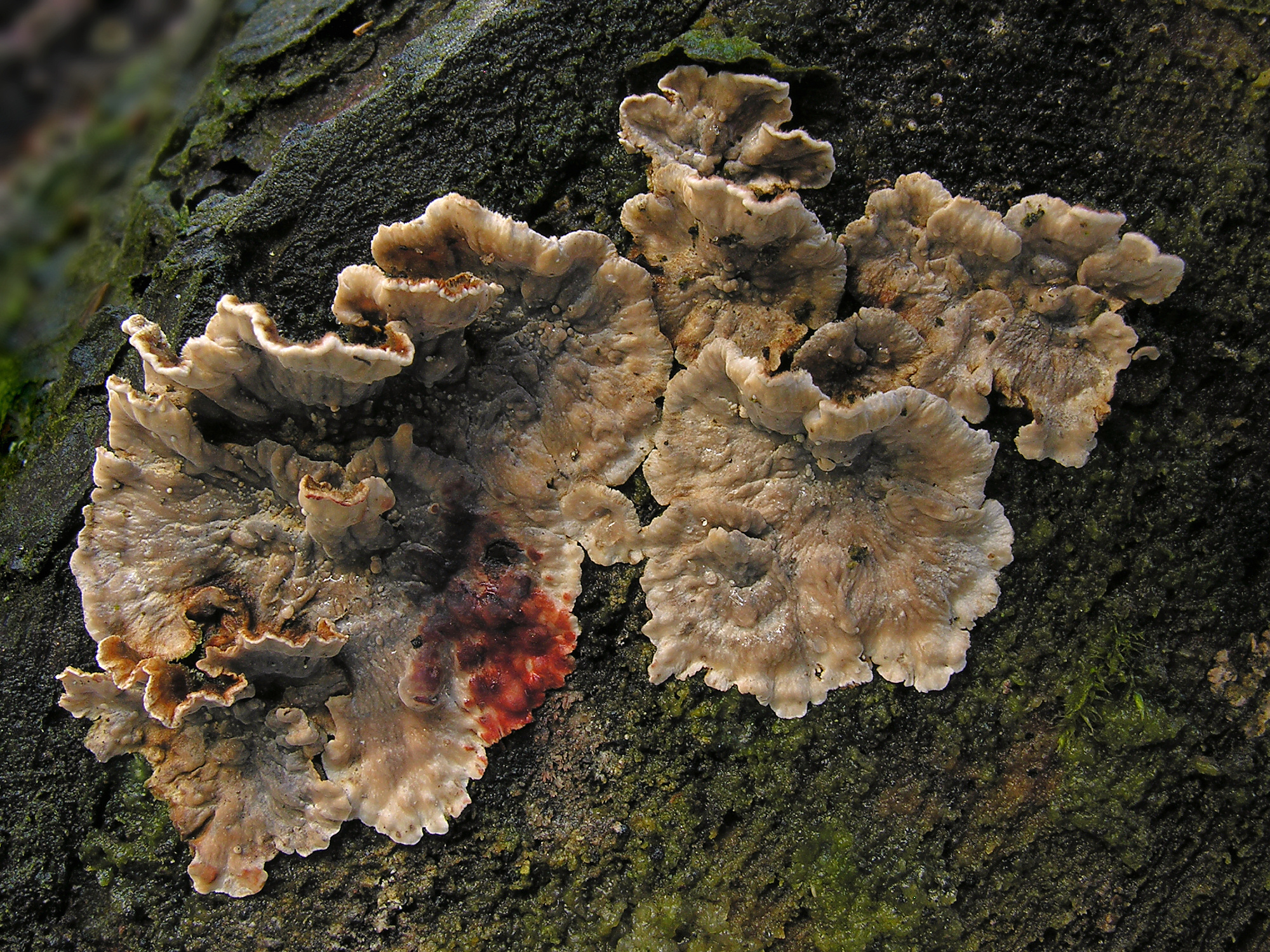
Blutender Nadelholz-Schichtpilz (Stereum sanguinolentum)

Der Blutende Nadelholz-Schichtpilz (S. sanguinolentum) ist einer der wichtigsten Wundfäuleerreger der Fichte. Auch andere Koniferen wie Lärche, Kiefern und Tanne zählen zu seinem Wirtsspektrum.
Der Pilz ist von wirtschaftlicher Bedeutung, weil er als Erstbesiedler von frisch geschlagenem Nadelholz dieses bei langer Lagerung schädigt. Er verursacht die sogenannte Rotstreifigkeit, die vor allem an Fichte und Tanne zur Wertminderung des Holzes führen kann.
An Eichen tritt der Striegelige Schichtpilz (Stereum hirsutum) als Rindenparasit auf, der als „Stereum-Krebs“ bezeichnet wird. Besonders anfällig ist die aus Amerika stammende Roteiche. Der Pilz verursacht lokale Kambiumschäden und Stammdeformationen. An anderen Laubbäumen wie z. B. Erlen kann er auch als Schwächeparasit auftreten.

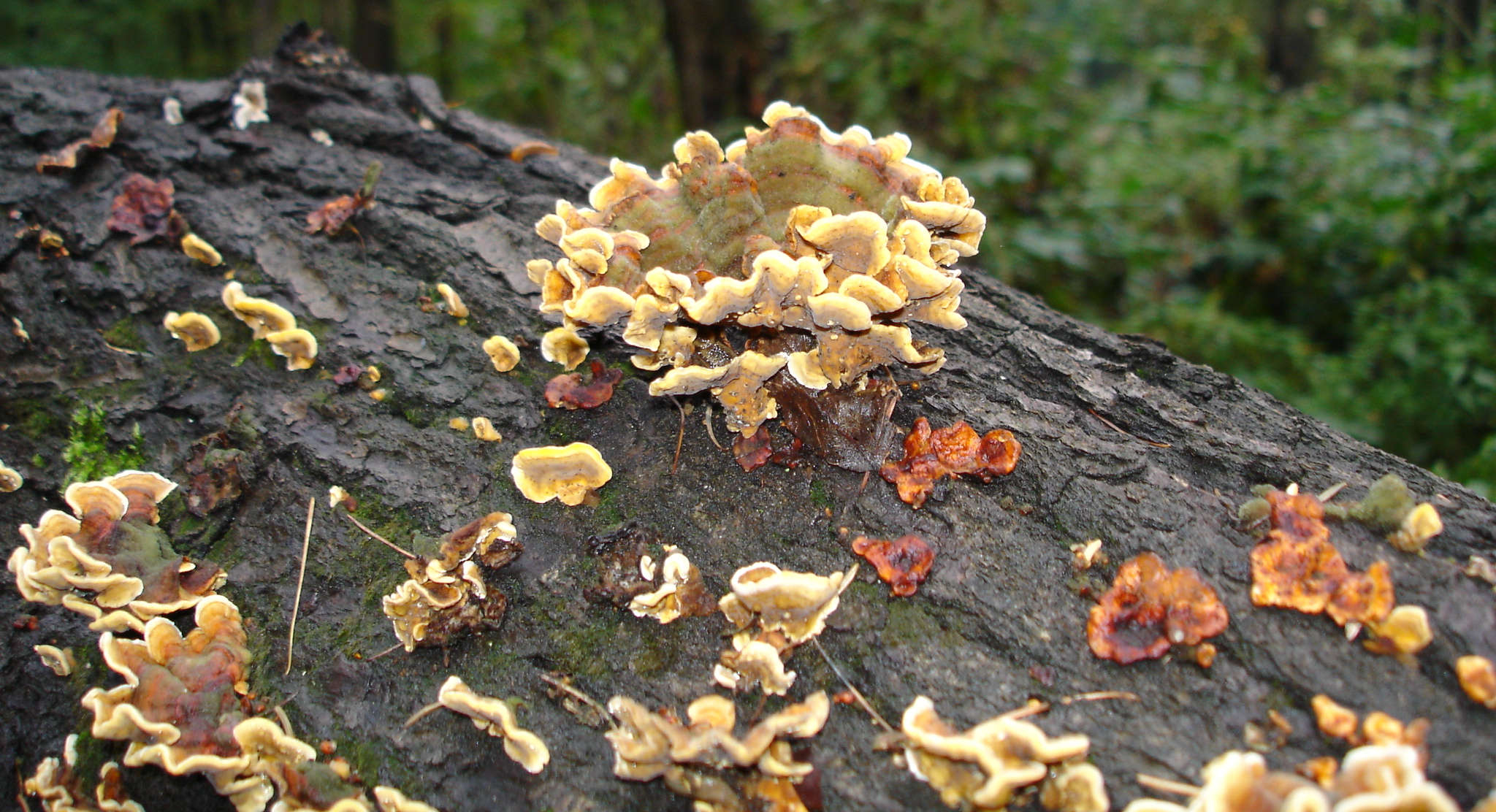
Striegeliger Schichtpilz (Stereum hirsutum)

Während der Blutende Nadelholz-Schichtpilz Nadelhölzer schädigt, greift der Striegelige Schichtpilz Laubhölzer an, vor allem Rotbuche und Eiche. Dort erzeugt er eine weißstreifige Verfärbung des Holzes (Weißstreifigkeit), später eine durchgehende Weißfärbung mit gelblichen Tönen. An verbautem Holz, das der Witterung nicht ausgesetzt ist, hat er als Schädling nur eine geringe Bedeutung.
Selbst an der Weinrebe kann der Striegelige Schichtpilz als Schädling auftreten. Hier folgt er dem Mittelmeerfeuerschwamm (Fomitiporia mediterranea) und Phaeomoniella chlamydospora als Primärerreger der Esca-Krankheit und baut das von ihnen vorgeschädigte Holz der Rebstöcke ab. Symptomatisch ist eine sich ausdehnende Weißfäule. Der Pilz zerstört letztlich die Leitgewebe und bringt so die Reben zum Absterben.